# Das nächste Dorf
Das nächste Dorf ist ein nur wenige Zeilen umfassendes parabelartiges Prosastück von Franz Kafka, das 1920 im Band Ein Landarzt erschien.

## Inhalt
Der Erzähler zitiert seinen Großvater. Dieser bezeichnet das Leben als erstaunlich kurz. Er begreife nicht, wie ein junger Mensch sich entschließen kann, ins nächste Dorf zu reiten, ohne zu befürchten, dass das Leben dazu bei weitem nicht ausreicht.

## Textanalyse
Der Erzähler tritt ganz zurück, er bewertet nicht, was der Großvater spricht. In dessen Erinnerung drängt sich die Zeit zusammen, ein Phänomen, von dem alte Menschen zu berichten pflegen und damit eine gewisse Verunsicherung in Richtung des Lebensendes andeuten.
Es ist eine Skizze der subjektiv-verzerrten Erfahrung von Raum und Zeit, wie sie Träumen eigentümlich ist. Das Gleichnis liest sich wie eine Parabel auf Einsteins Relativitätstheorie, nach der die Kategorien Raum und Zeit an die externen Parameter gebunden bleiben und keine fixen Größen sind.
Die Relativierung von Raum und Zeit ist für viele Kafka-Stücke charakteristisch. Als Beispiele seien hier genannt Eine kaiserliche Botschaft, Vor dem Gesetz, Ein Bericht für eine Akademie, Kleine Fabel oder Eine alltägliche Verwirrung.

## Rezeption
v. Jagow/Andriga (S. 331): „Die messbare Zeitdauer wird annulliert, Jahrtausende oder ein ganzes Leben und Niemals fallen gleichsam zusammen und sogar die unendliche Zeit löst sich augenblicklich im Nichts auf. Ewigkeit und Augenblick berühren sich in der Aufhebung.“

## Ausgaben
- Franz Kafka: Sämtliche Erzählungen. Herausgegeben von Paul Raabe. Fischer Taschenbuch Verlag, 1970, ISBN 3-596-21078-X.
- Franz Kafka: Die Erzählungen. Originalfassung. Herausgegeben von Roger Hermes. Fischer Verlag, 1997, ISBN 3-596-13270-3.
- Franz Kafka: Drucke zu Lebzeiten. Herausgegeben von Wolf Kittler, Hans-Gerd Koch und Gerhard Neumann. Fischer Verlag, Frankfurt/Main 2002, S. 280.

## Sekundärliteratur
- Peter-André Alt: Franz Kafka: Der ewige Sohn. Eine Biographie. Verlag C.H. Beck, 2005. ISBN 3-406-53441-4.
- Bettina von Jagow und Oliver Jahraus: Kafka-Handbuch Leben-Werk-Wirkung. Vandenhoeck & Ruprecht, 2008, ISBN 978-3-525-20852-6.
- Reiner Stach: Kafka: Die Jahre der Erkenntnis. S. Fischer, ISBN 978-3-10-075119-5.
- Joachim Unseld: Franz Kafka. Ein Schriftstellerleben. Carl Hanser Verlag, 1982, ISBN 3-446-13568-5.